# Franc Godnič
Franc Godnič, slovenski rimskokatoliški duhovnik, * 22. december 1920, Komen, † 2000, Šempeter pri Gorici.

## Življenje in delo
Rodil se je v družini kmeta Franca in kmetice Frančiške Godnič. Bogoslovje je končal v Gorici, kjer je bil 23. februarja 1946 zaradi bolezni predčasno posvečen v mašnika. Najprej je 22 let služboval v Biljah, nato v Podnanosu, od 1980 do upokojitve 1986 pa v Gabrovici pri Komnu. Skupaj z bratom je bil prvi pobudnik oživitve in prenovitve kateheze na Primorskem po 2. svetovni vojni. Zavzemal se je za sodoben verouk predšolskih otrok, za uvedbo načrtnega mladinskega verouka, ter za izdajanje mladinskega lista Veslajmo. Ker so stari učbeniki pošli, oziroma so bili neustrezni, je z bratom in nekaterimi drugimi primorskimi duhovniki prišel na idejo, da bi za lastne župnijske potrebe sestavili in ciklostilno razmnožili nove »metodično bolj ustrezne učbenike«. V začetku je pri tem delu aktivno sodeloval tudi brat (Katekizem za 1. razred in Katekizem za 2. razred), ki je kasneje zbolel, zato se je Godnič povezal z župnikom Albertom Metlikovcem in z njim nadaljeval začeto delo. Tako so nastale Krščanske resnice (1957), Cerkev (1958), Katekizem za 2. razred (1959, v začetku je sodeloval tudi brat Bernard), Zakramenti (1959), Pravila krščanskega življenja (1960), Krščanski nauk za 1. razred (1961) in druga. Skrbel je tudi za razmnoževanje ter ciklostilno razmnožil okoli 120.000 tisoč izvodov ter jih razdeljeval župnijam na Goriškem in drugod.